# Березины (Оричевский район)
Березины — деревня в Оричевском районе Кировской области в составе Мирнинского городского поселения.

## География
Располагается на расстоянии примерно 17 км по прямой на запад-юго-запад от райцентра поселка Оричи.

## История
Известна с 1873 года как починок Ишутинской 1-й, в котором дворов 8 и жителей 65, в 1905 (Вновь росчистной при деревне Ишутинской 1-й или Березины) 19 и 130, в 1926 (деревня Березины или Ишутиновская, Вновь росчистной при деревне Ишутинской), в 1950 22 и 77, в 1989 проживало 9 человек.

## Население
Постоянное население  составляло 5 человек (русские 100%) в 2002 году, 3 в 2010.